# Mesembragrotis
Mesembragrotis là một chi bướm đêm thuộc họ Noctuidae, hiện tại nó được coi là một phân chi của Dichagyris.

## Loài
- Dichagyris ruckesi Barnes & Benjamin, 1927